# راسبورا نقره‌ای
راسبورا نقره‌ای یا رازبورا نقره‌ای (نام علمی: Rasbora argyrotaenia)، گونه‌ای از پرتوبالگان از تیره رازبورا است. زیستگاه این گونه در حوضه رودهای مکونگ، چائو فرایا و مائه کلونگ، شبه جزیره مالایی کشور تایلند و همچنین در بورنئو، جاوه و سوماترا قرار دارد.